# Oshogbo

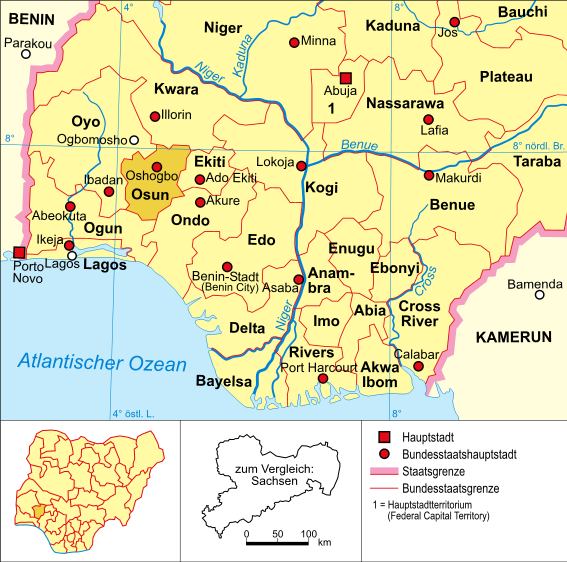
Oshogbo im Bundesstaat Osun

Oshogbo (Oṣogbo) ist eine Stadt in Nigeria mit über 740.000 Einwohnern. Sie ist Hauptstadt des Bundesstaats Osun und liegt am Fluss Osun.
Am Rande der Stadt liegt der heilige Hain der Göttin Osun.

## Söhne und Töchter der Stadt
- Asiru Olatunde (1918–1993), Bildhauer und Musiker
- Adenike Osofisan (* 1950), Professorin der Informatik
- David Oyedepo (* 1954), Prediger, Kirchengründer und Bischof
- Olapade Adeniken (* 1969), Sprinter
- Rabiu Afolabi (* 1980), Fußballspieler
- Ganiyu Oseni (* 1991), Fußballspieler
- Samuel Adegbenro (* 1995), Fußballspieler